# José Rilla
José Pedro Rilla (Montevideo, 14 de enero de 1956), es un historiador e investigador uruguayo.

## Biografía
Egresó del Instituto de Profesores Artigas con el título de profesor de historia. Fue luego registrado como Investigador del Sistema Nacional de Investigadores de la ANII. Obtuvo el título de Doctor en Historia en la Universidad Nacional de La Plata.

## Ámbito académico
Tuvo una vasta actividad como docente en la Universidad de la República donde ocupó el cargo de Profesor e Investigador titular Grado 5 de Historia Contemporánea en la Facultad de Ciencias Sociales y en el Departamento de Ciencia Política. También fue profesor Grado 4 de Historia Económica en la Facultad de Ciencias Económicas.
Fue Decano de la Facultad de la Cultura del CLAEH hasta octubre de 2019. Fue también Coordinador de la Maestría en Historia Contemporánea y Director de la publicación Cuadernos del CLAEH.

## Premios y reconocimientos
Fue galardonado con el premio Morosoli de Plata en ciencias sociales e investigación histórica.
Rilla fue galardonado con el Premio Bartolomé Hidalgo y Legión del Libro otorgados por la Cámara Uruguaya del Libro.

## Selección de obras
- 1986, El joven Quijano (1900-1933). Izquierda nacional y conciencia crítica. Montevideo: EBO, (en colaboración con Gerardo Caetano)
- 1992, La mala cara del reformismo. Impuestos, Estado y política en Uruguay, 1903-1916. Montevideo: Arca, (Premio IMM)
- 1987, Breve historia de la dictadura (1973-1985). Montevideo: CLAEH-EBO, (en colaboración con Gerardo Caetano)
- 2007, La partidocracia uruguaya: historia y teoría de la centralidad de los partidos políticos. Cuadernos del CLAEH, número 44, Montevideo, (con Romeo Pérez Antón y Gerardo Caetano)[4]
- 1999, Historia contemporánea del Uruguay : de la Colonia al Mercosur. Montevideo: Fin de Siglo, (en colaboración con Gerardo Caetano)
- 2008, La actualidad del pasado : usos de la historia en la política de partidos del Uruguay : 1942-1972. Montevideo: Debate, Premio Bartolomé HIdalgo 2009
- 2018,Carlos Real de Azúa: los años de formación (1934-1943)- Escritos inéditos sobre Rodó. Montevideo: Biblioteca Nacional, 2018 (en colaboración con Oscar Brando)[5]